# 1796 Riga
Az 1796 Riga (ideiglenes jelöléssel 1966 KB) egy kisbolygó a Naprendszerben. Nyikolaj Csernih fedezte fel 1966. május 16-án.